# 甲萬那端

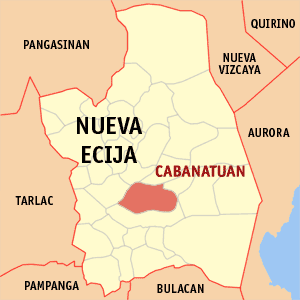
新怡詩夏省的地圖，示甲萬那端所在地

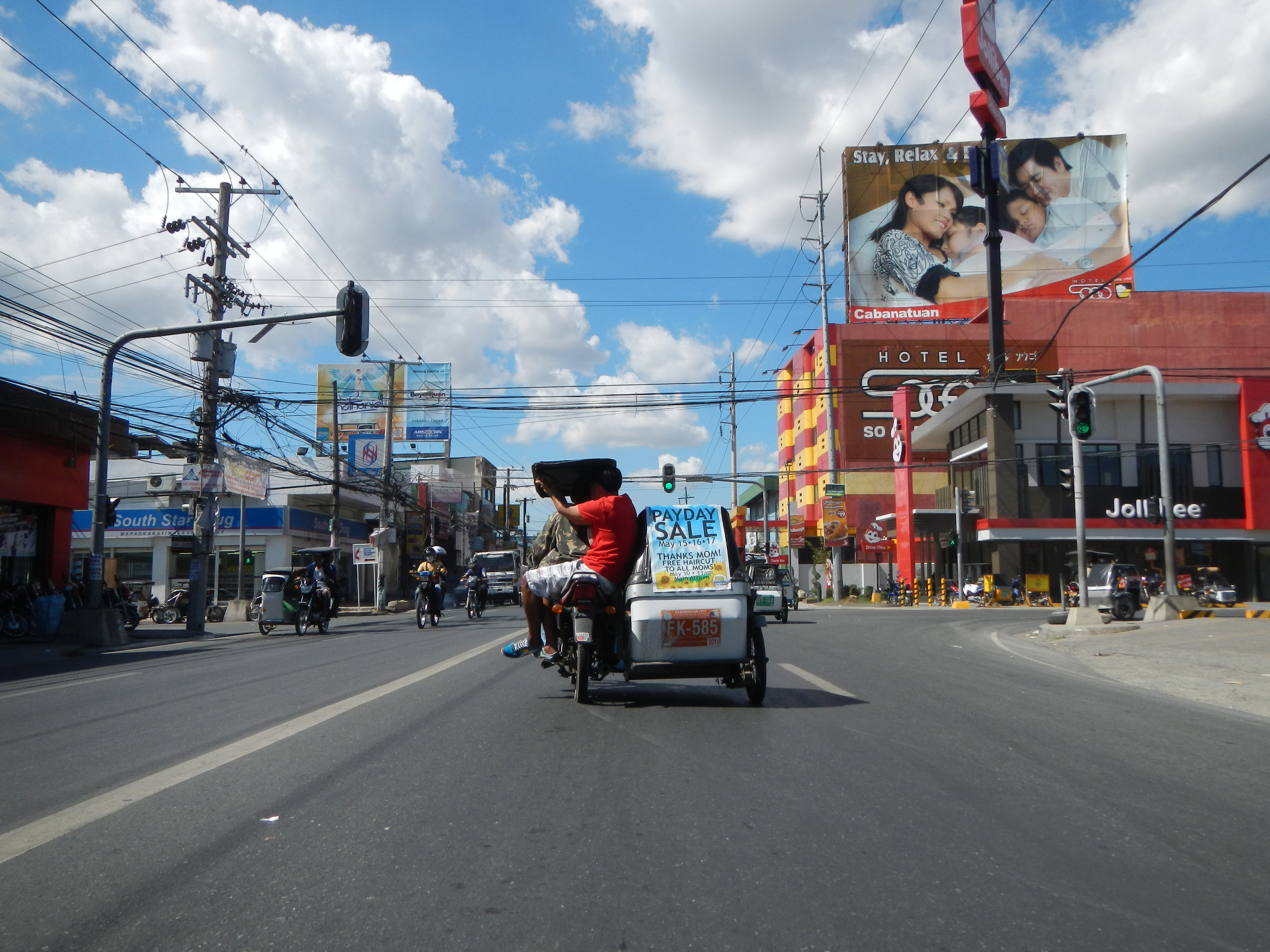

甲萬那端（他加祿語：Cabanatuan），是菲律賓新怡詩夏省的一座城市。面積192.29平方公里。根據2015年人口普查結果，甲萬那端擁有302,231名居民。現下轄89個描籠涯。